# Praya Suandokmai
Praya Lundberg (Thai: ไปรยา ลุนด์เบิร์ก; RTGS: Praiya Lunboek) connue aussi sous le nom de Praya Suandokmai (Thai: ไปรยา สวนดอกไม้; RTGS: Praiya Suandokmai) et surnommée Pu (Thai: ปู; RTGS: Pu), née le 28 mars 1989 à Bangkok, est une mannequin femme et une actrice thaïlandaise.
Elle est en 2016 ambassadrice au Haut Commissariat des Nations unies pour les réfugiés (UNHCR).

## Filmographie
- 2006 : Ma Kub Phra
- 2009 : Bangkok Adrenaline
- 2017 : Realms
- 2017 : Dimensions hostiles
- 2019 : Strange Girl in a Strange Land (série TV)
- 2021 : Paradise City de Chuck Russell